# Josef Hájek (politik KSČM)
Josef Hájek (* 7. ledna 1945) je bývalý český politik, v 90. letech 20. století poslanec České národní rady a Poslanecké sněmovny za Komunistickou stranu Československa, respektive za KSČM, později za Levý blok.

## Biografie
Roku 1969 absolvoval ČVUT (fakulta strojní, katedra organizace a řízení). V roce 1976 dokončil studium na VŠST Liberec – fakulta ekonomiky. V letech 1969-1977 pracoval na různých postech ve Výzkumném ústavu bavlnářském v Ústí nad Orlicí. V období let 1977–1982 byl ekonomickým náměstkem ředitele podniku Sigma Česká Třebová. Od roku 1982 zasedal jako poslanec v ONV Ústí nad Orlicí a od roku 1988 byl poslancem KNV Hradec Králové, přičemž působil jako místopředseda KNV pro plán a rozpočet. Po sametové revoluci se na přelomu let 1989 a 1990 stal předsedou Krajského národního výboru pro Východočeský kraj.
Ve volbách v roce 1990 byl zvolen do České národní rady za federální Komunistickou stranu Československa (KSČS), respektive za její českou část (Komunistická strana Čech a Moravy). Mandát obhájil ve volbách v roce 1992, nyní za koalici Levý blok, kterou tvořila KSČM a menší levicové skupiny (volební obvod Východočeský kraj). Zasedal v rozpočtovém výboru.
Počátkem roku 1993 se jeho jméno zmiňovalo mezi možnými kandidáty Levého bloku na post českého prezidenta. V roce 1993 se uvádí jako předseda dozorčí rady společnosti Futura, která vydávala list Haló noviny. Od vzniku samostatné České republiky v lednu 1993 byla ČNR transformována na Poslaneckou sněmovnu Parlamentu České republiky. Během volebního období 1992-1996 přešel do strany Levý blok (skupina reformní levice, která po rozpadu koalice Levý blok přijala název této střechové platformy a v parlamentu působila nezávisle na KSČM). V říjnu 1993 se zmiňuje coby člen přípravného výboru Levého bloku. Po vzniku Levého bloku byl členem grémia a místopředsedou této nové strany. Následně byl vyloučen z ÚV KSČM. V roce 1995 ho sjezd Levého bloku zvolil výkonným místopředsedou strany.
V sněmovních volbách roku 1996 neúspěšně kandidoval za Levý blok.
Od roku 1996 pak nastoupil na post ředitele odboru rozvoje finanční skupiny a majetkových účastí v České spořitelny, kde působil v různých manažerských funkcích. V roce 2010 se stal členem dozorčí rady Českomoravské záruční a rozvojové banky.